# 서울노동운동연합
서울노동운동연합(－勞動運動聯合, 1985년 8월 25일 ~ 1986년)은 구로동맹파업 이후 서울지역의 노동운동가를 중심으로 하던 대중정치조직이다. 서노련이라는 약어로도 불렸다.

## 배경
1985년 6월 한국전쟁 이후 대한민국 최초의 동맹파업으로 기록되는 구로동맹파업이 발생하였다. 이 파업으로 인해 44명의 노동자가 구속되고 1천여 명이 해고되는 상처를 내며 사건은 종결되었다. 당시 파업을 주도하였던 구로공단의 노동자들과 청계피복노동조합과 같은 노동운동가들은 단위사업장의 노동조합을 뛰어넘는 노동조합의 연대와 함께, 보다 근본적인 노동자 권익의 향상을 위한 민주화운동이 필요하다고 여겼다. 이에 따라 생각을 같이 하는 노동운동가들이 모여 서울노동운동연합의 결성을 결의하였다.

## 경과

### 결성
서울노동운동연합의 결성을 주도한 사람은 김문수, 심상정, 박노해 등이었으며, 이 밖에도 여러 노동운동가들과 유시민, 백태웅 등 학생운동 출신들도 합류하였다.
| “ | 대우어패럴을 중심으로 한 6월 노동자 연대 투쟁은 우리 노동자들이 각성하여 단결될 때 얼마나 큰 힘을 발휘할 수 있는지를 실천적으로 확인하는 중요한 계기가 되었으며, 어떠한 합법적 민주 노조도 용납되지 않는 현재의 탄압 상황 아래서는 새로운 형태의 대중 조직을 건설하지 않고서는 노동운동의 궁극적 목표를 실현할 수 없다는 사실을 철저히 깨닫게 하였다. 이에 우리는 서울 노동운동 연합의 결성을 통하여 모든 민중 · 민주 운동 세력과 굳건히 연대하여, 이 땅의 일천만 노동자에게 부과된 역사적 책무를 수행하고자 한다. 우리들이 나아갈 길은 멀고도 험난한 것이지만 우리는 모든 것을 이기고 우리는 모든 것을 이룰 것이다. 오늘 우리는 바로 이것을 선언하는 것이다. | ” |
|   | — 1985년 8월 25일, 서울노동운동연합 창립선언문 |   |

### 활동
서울노동운동연합의 주요 활동은 노동조합의 교육, 전두환 군사독재 정권에 대한 반대, 노동조합 활동 지원 등이었다. 이들은 전위적 노동자 조직이 한국의 독재를 종식시키는데 앞장서야 한다고 여겼다. 이에 따라 1986년 5월 1일, 서울노동운동연합은 노동절을 기념하여 구로공단을 중심으로 가두집회를 주도하였다.

### 결과
서울노동운동연합의 노동절 가두집회가 있은 직후인 1986년 5월 4일, 전두환 정권은 서울노동운동연합을 국가보안법에 의한 반국가단체로 규정하고 이들을 연행하였다. 전두환 정권은 아무런 수사관할권이 없는 보안사령부를 동원하여 관련자를 구속하고 고문과 같은 가혹행위로 조작사건을 만들어내었다.
보안사령부는 체포된 노동운동가에게 온갖 고문을 자행하였고, 이들이 이른바 '삼민주의'에 따라 국가를 전복하려는 반국가단체라는 혐의를 씌웠다. 그러나 당시 피고인들은 삼민주의와 같은 지도이념을 사용한 적이 없다고 증언하였다.
당시 보안사는 체포된 노동운동가들에게 전기고문, 물고문과 같은 혹독한 고문을 가하였다. 고문의 주요 목적은 노동운동가들이 국가전복을 기도하였다는 것을 거짓자백하도록 하고 체포하지 못한 심상정, 박노해의 위치를 파악하는 것이었다.
| “ | 보안사에 도착하여 차에서 내리자마자 마당에서 10명이 달려들어 간첩보다 나쁜 놈이니 죽여야 한다고 하면서 야구방망이로 때리고 발로 차는 등 온몸을 마구때려 실신하였다. 지하실로 끌려가 심상정, 박노해의 위치를 대라며 마구 때렸다. | ” |
|   | — 김문수 |   |

| “ | (여성이었음에도) 속옷만 남기고 옷을 벗게 하여 때렸다. …(중략)… 키가 크고 뚱뚱하며 경상도 사투리를 쓰는 수사관이 들어와 파란 죄수복을 입게 하고는 "물 좀 먹어야겠다"하며 양팔을 포승으로 묶고 그 사이에 무릎이 들어가게 한 다음 목봉을 팔과 무릎 사이에 찔러넣는 속칭 비녀꽂이 고문을 하였다. 마치 목봉에 통닥구이가 된 것처럼 매달려 있는데 얼굴에 수건을 덮고는 물을 부었다. | ” |
|   | — 윤시주 |   |

결국 서울노동운동연합은 주요 구성원이 감옥에 수감됨으로써 사실상 해체되었다.

### 이후
서울노동운동연합이 와해된 뒤 김문수는 2년 6개월의 감옥생활을 거쳐 민중당의 창립에 참여하였으며, 심상정은 계속되는 수배생활에도 전국노동조합협의회의 창립에 참여하였다. 한편 박노해, 백태웅 등은 남한사회주의노동자동맹를 조직하여 급진적인 사회주의 운동을 주장하였다.

## 평가
서울노동운동연합의 활동에 대해서는 '소그룹 운동을 극복하고 80년대 이후 선진노동자의 성장으로 인해 고양된 노동자 역량을 담아내야 한다는 요구에 부응하려는 노력이었다'는 의미를 부여하는 평가가 있는 반면, '노동자들과 대중과는 유리된 활동가들의 자기중심주의를 들어냈다'는 비판도 있다.

## 같이 보기
- 구로동맹파업
- 심상정
- 김문수
- 박노해